# Ruído (vídeo)
Ruído, em vídeo analógico e televisão, é um padrão aleatório de pixels composto por ruído branco, exibido quando o televisor ou a antena não recebe sinal. O padrão aleatório sobreposto na imagem, visível como uma tremulação aleatória de "pontos", é o resultado de ruídos eletrônicos e ruídos eletromagnéticos acidentalmente captados pela antena. Este efeito é popularmente visto em televisores analógicos ou fitas de VHS em branco.
Existem várias fontes de ruído eletromagnético, que são a causa dos padrões característicos vistos. Fontes atmosféricas de ruído são as mais presentes e incluem sinais eletromagnéticos induzido por radiação cósmica de fundo em micro-ondas, ou ondas de rádio de outros aparelhos eletrônicos.
Os próprios aparelhos de televisão também são fonte de ruído, devido ao ruído térmico produzido pelos componentes. A maior parte vem do transistor no qual a antena está conectada.
A maioria dos televisores modernos automaticamente alteram para uma tela azul ou preta, ou então entram no modo standby depois de algum tempo do ruído estar presente.